# ウェズレイ・ダニーロ・モライス・ドス・サントス
ブバまたはブーバ（Buba）ことウェズレイ・ダニーロ・モライス・ドス・サントス（ポルトガル語: Wesley Danilo Morais dos Santos、1993年4月23日 - ）は、ブラジルのサッカー選手。ポジションはFW。

## クラブ歴
2011年1月25日のカンピオナート・ペルナンブカーノ、クルーベ・ナウチコ・カピバリベ戦でクルーベ・アトレチコ・ド・ポルトの選手として出場しプロ初出場。その後、SCコリンチャンス・パウリスタのU-20チームに所属した。全国選手権初出場は2013年11月30日、モジミリンEC在籍時に行われたカンピオナート・ブラジレイロ・セリエB、アメリカ-RN戦であった。
2015年7月にリーガ・デ・オンラに所属するポルティモネンセSCに移籍した。2017年8月にFC今治にレンタル移籍した。

## 家族
叔父はFCルビン・カザン等に在籍したサッカー選手のジャイウソンである。

## 個人成績
2017年5月21日現在
| 国内大会個人成績 | 国内大会個人成績 | 国内大会個人成績 | 国内大会個人成績 | 国内大会個人成績 | 国内大会個人成績 | 国内大会個人成績 | 国内大会個人成績 | 国内大会個人成績 | 国内大会個人成績 | 国内大会個人成績 | 国内大会個人成績 |
| 年度             | クラブ           | 背番号           | リーグ           | リーグ戦         | リーグ戦         | リーグ杯         | リーグ杯         | オープン杯       | オープン杯       | 期間通算         | 期間通算         |
| 年度             | クラブ           | 背番号           | リーグ           | 出場             | 得点             | 出場             | 得点             | 出場             | 得点             | 出場             | 得点             |
| ポルトガル       | ポルトガル       | ポルトガル       | ポルトガル       | リーグ戦         | リーグ戦         | リーグ杯         | リーグ杯         | ポルトガル杯     | ポルトガル杯     | 期間通算         | 期間通算         |
| ---------------- | ---------------- | ---------------- | ---------------- | ---------------- | ---------------- | ---------------- | ---------------- | ---------------- | ---------------- | ---------------- | ---------------- |
| 2015-16          | ポルティモネンセ | 77               | セグンダ         | 9                | 0                | 3                | 0                | 0                | 0                | 12               | 0                |
| 2016-17          | ポルティモネンセ | 77               | セグンダ         | 13               | 0                | 0                | 0                | 0                | 0                | 13               | 0                |
| 日本             | 日本             | 日本             | 日本             | リーグ戦         | リーグ戦         | リーグ杯         | リーグ杯         | 天皇杯           | 天皇杯           | 期間通算         | 期間通算         |
| 2017             | FC今治           | 33               | JFL              | 3                | 1                | -                | -                | -                | -                | 3                | 1                |
| 通算             | ポルトガル       | ポルトガル       | セグンダ         | 22               | 0                | 3                | 0                | 0                | 0                | 25               | 0                |
| 通算             | 日本             | 日本             | JFL              | 3                | 1                | -                | -                | -                | -                | 3                | 1                |

## タイトル
ポルティモネンセ
- リーガ・デ・オンラ: 2016-17